# Coutts (Alberta)
Coutts es un pueblo canadiense situado en la provincia de Alberta.

## Superficie
Coutts tiene una superficie de 1,18 km².

## Demografía
En 2021, tenía 224 habitantes, una densidad poblacional de 190,4 hab./km², y 152 viviendas.